# Heliga Treenighetens kyrka, Bukor
Heliga Treenighetens kyrka (serbisk kyrilliska: Црква Свете Тројице; latinska: Crkva Svete Trojice) är en serbisk-ortodox kyrkobyggnad belägen i byn Bukor i staden Loznica, i distriktet Mačva i nordvästra Serbien.
Kyrkan är helgad åt Treenigheten och tillhör Šabacs stift.

## Historik
Arbetet med kyrkan påbörjades den 24 april 2007 och slutfördes 2011, då kyrkan invigdes den 19 juni.

## Bilder

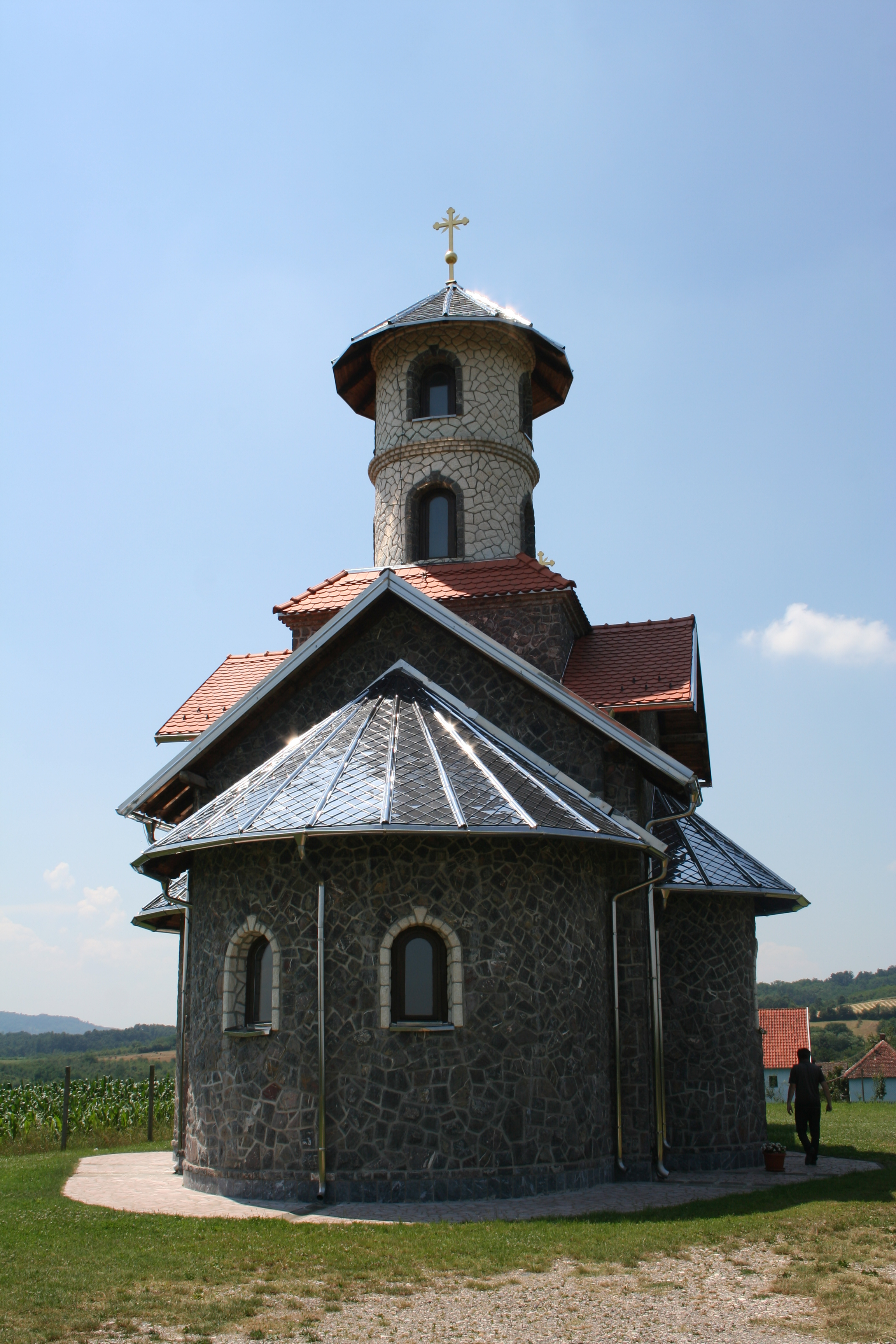
Absiden.
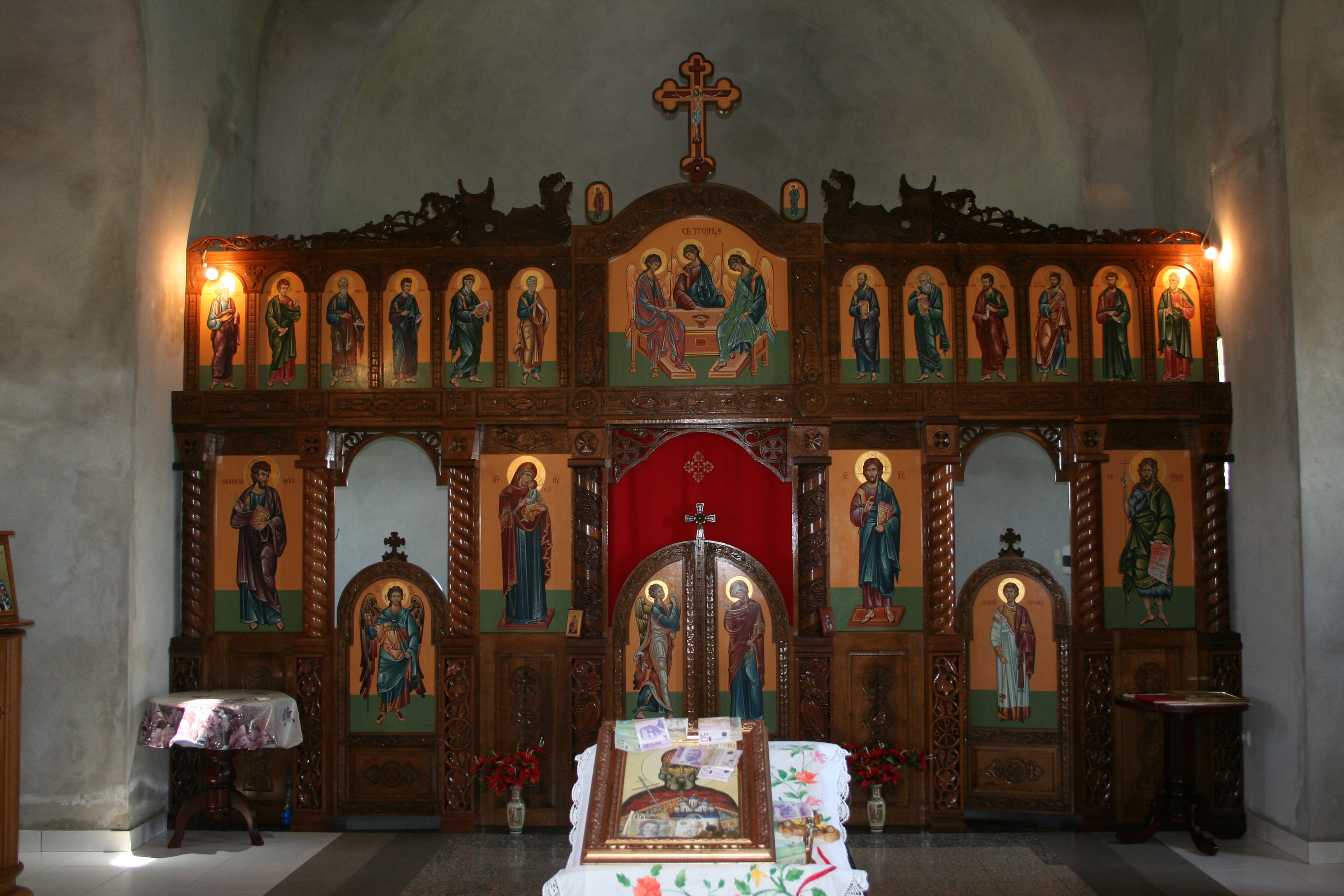
Kyrkans interiör mot ikonostasen.
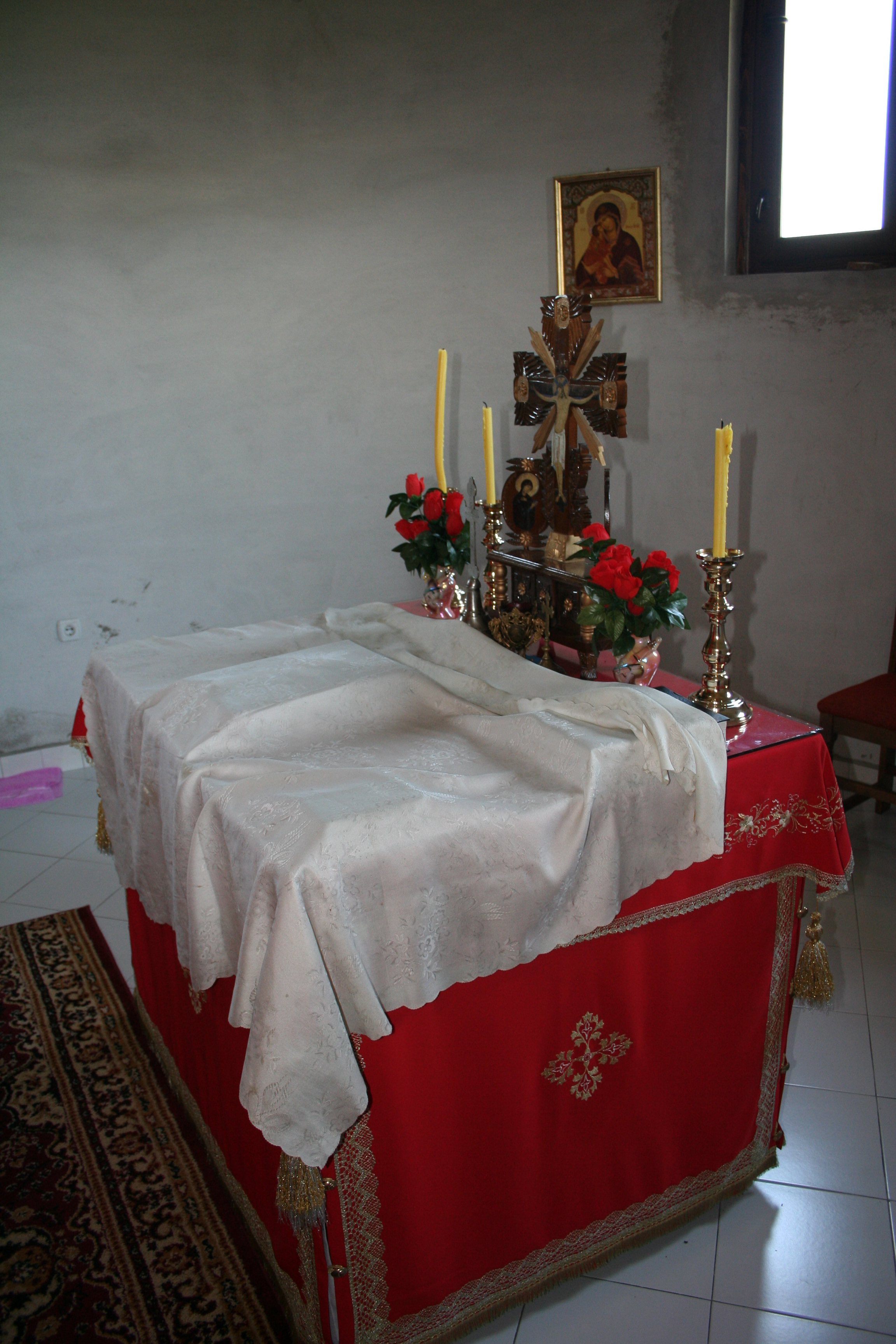
Altaret.